# August Ernst Braun
August Ernst Braun (* 27. Juni 1783 in Köslin; † 19. September 1859 ebenda) war ein deutscher Jurist, Politiker und Bürgermeister von Köslin.

## Leben
August Ernst Braun studierte von 1800 bis 1803 Rechtswissenschaften an der Universität Halle. Anschließend arbeitete er als Auskultator am Oberlandesgericht in Köslin. Nach der Besetzung Hinterpommerns durch die Franzosen 1806 wurde er des Amtes enthoben, da er den Huldigungseid auf Napoleon Bonaparte verweigerte. Von 1807 bis 1813 arbeitete er als Justizbeamter in Neustettin. Als Freiwilliger trat er 1813 dem Freikorps Lützow bei und nahm bis 1814 an den Befreiungskriegen teil, zuletzt im Offiziersrang.
1816 wurde August Ernst Braun zum Bürgermeister von Köslin gewählt. Mehrfach wiedergewählt, blieb er bis an sein Lebensende in diesem Amt. Außerdem war er Magistrats- und Polizeidirektor. Er gehörte seit 1824 dem Provinziallandtag der Provinz Pommern an.
1848 wurde Braun für den 4. Wahlkreis der Provinz Pommern (Köslin) in die Frankfurter Nationalversammlung gewählt. Dort schloss er sich dem Casino an. 1850 gehörte er dem Erfurter Parlament an.
Ihm wurde 1854 der Titel Geheimer Regierungsrat verliehen.